# Tourisme aux Kiribati
La république des Kiribati s'ouvre de plus en plus au tourisme. Les chiffres de l'institut national de statistique des Kiribati comptaient en 1980 moins de 2 200 touristes, en 2007, on en comptait 5 687. L'essor du tourisme est surtout bénéfique pour l'économie du pays. En effet les revenus liés au tourisme, soit 3 millions d'US dollars rien que pour l'année 2001. Cette somme est égale à la valeur du total des exportations réalisées par le pays la même année. La majorité de ces touristes sont Australiens (plus de 800 touristes pour 3 000 au total) mais les Kiribati sont aussi connues pour accueillir des vacanciers venus de toutes les régions du Pacifique comme de l'État des Tuvalu ou encore de la république de Nauru. Les Kiribati, même si elles parviennent à attirer un certain mouvement touristique régional, n'arrivent pas encore à atteindre un rayonnement touristique mondial : le nombre de touristes reste très faible, les Kiribati sont le 181e pays en termes de réussite touristique sur 202 classés. Ce retard est dû à de nombreux facteurs, le premier étant leur isolement géographique dont souffrent bon nombre de pays de la région.

## Pêche
La république des Kiribati met en avant ses ressources halieutique afin d'attirer de potentiels nouveaux touristes. La pêche, pratiquée pendant très longtemps par les Gilbertins, est aujourd'hui mise à profit par le gouvernement de Anote Tong. Les eaux des Kiribati ont la spécificité d'être claires et de faible profondeur. Le gouvernement fait lui-même la promotion de ces coins de pêche sur son site touristique. Seulement celui-ci n'est aujourd'hui plus totalement ouvert à la pêche pour des raisons environnementales. En 2010, les Kiribati mettaient un terme à toutes leurs activités liées à la pêche avec comme but de préserver les générations futures.
Cette décision du gouvernement eut pour conséquence de créer la plus vaste des zones marines protégées au monde. Celle-ci mesure plus 400 000 km². Les activités touristiques liées à la pêche sont de plus en plus compromises depuis 2010. De plus le gouvernement gilbertin est à l'origine de la création d'une réserve marine protégée située sur les huit différents atolls des îles îles Phoenix. Celle-ci s'étend sur un total de 408 250 km² faisant d'elle la plus grande aire marine protégée au monde. À titre de comparaison, celle-ci fait à peu près la taille de la Californie. La création de l'aire marine protégée des îles Phoenix (PIPA) fut décidée pour la première fois en 2006 lors de convention sur la diversité biologique au Brésil. Celle-ci est inscrite depuis 2010 au patrimoine mondial de l'UNESCO.

## Sites de la Seconde Guerre mondiale
La république des Kiribati est aussi connue pour ses nombreux champs de bataille issus de la Seconde Guerre mondiale. Le Japon a envahi les îles Gilbert en décembre 1941, soit deux jours après le bombardement de Pearl Harbor. En août 1942, le corps des Marines des États-Unis va réaliser trois opérations militaires afin de libérer l'atoll de la présence japonaise. Parmi ces trois opérations on retiendra tout particulièrement la bataille de Tarawa qui a la réputation d’être l'une des batailles les plus meurtrières de toute la Seconde Guerre mondiale.

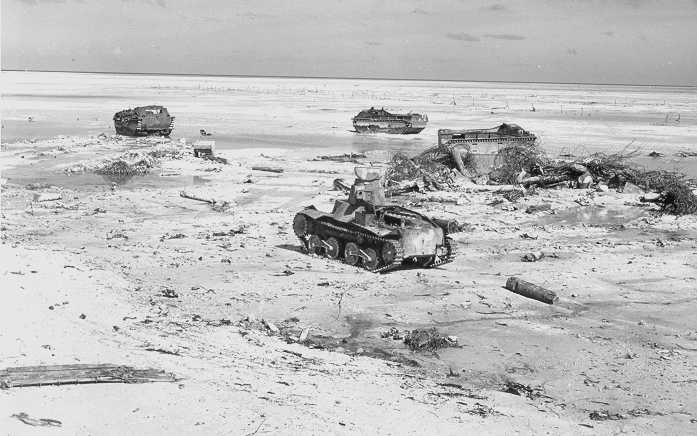
Plage de l'atoll de Tarawa après la bataille.

 Ce site permet d'attirer de nombreux touristes. On peut encore aujourd'hui trouver des restes de tanks et de bunkers datant de cette époque.